# Matt Simons
Matt Simons, né le 20 février 1987, est un chanteur-auteur-compositeur américain basé à New York.

## Discographie

### Albums
| Année | Album               | BEL (Fl) | BEL (Wa) | NL | Certification |
| ----- | ------------------- | -------- | -------- | -- | ------------- |
| 2012  | Pieces              | —        | —        | 23 |               |
| 2014  | Catch & Release     | 167      | 116      | 26 |               |
| 2019  | After The Landslide | —        | —        | —  |               |

### EPs
| Year | Album        | NL | Certification |
| ---- | ------------ | -- | ------------- |
| 2012 | Living Proof | –  |               |

### Singles
| Année | Titre                      | Classement | Classement | Classement | Classement | Classement |
| Année | Titre                      | BEL (Wa)   | NL 40      | NL 100     | ESP        | FRA        |
| ----- | -------------------------- | ---------- | ---------- | ---------- | ---------- | ---------- |
| 2003  | Jerk it out avec Caesars   | 100        | 60         | 90         | 50         | 10         |
| 2011  | Good Feeling feat Flo Rida | 100        | 90         | 200        | 50         | 70         |
| 2012  | Gone                       | —          | —          | —          | —          | —          |
| 2012  | With You                   | —          | 8          | 8          | —          | —          |
| 2014  | Catch & Release            | 58         | 41         | 100        | 33         | —          |
| 2015  | You Can Come Back Home     | —          | 43         | —          | —          | —          |
| 2018  | We Can Do Better           | —          | —          | —          | —          | —          |

*Did not appear in the official Belgian Ultratop 50 charts, but rather in the bubbling under Ultratip charts.

### Remixes
| Année | Titre                           | Classement | Classement | Classement | Classement | Classement | Classement | Classement | Classement |
| Année | Titre                           | AUT        | BEL (Fl)   | BEL (Wa)   | FRA        | GER        | NL 40      | NL 100     | SWI        |
| ----- | ------------------------------- | ---------- | ---------- | ---------- | ---------- | ---------- | ---------- | ---------- | ---------- |
| 2015  | Catch & Release (Deepend Remix) | 4          | 1          | 1          | 1          | 1          | 37         | 8          | 2          |

## Filmographie
- 2012 : Goede Tijden, Slechte Tijden (theme song With You)

## Liens
- Official website
- Facebook